# San Lorenzo (Suchitepéquez)
San Lorenzo è un comune del Guatemala facente parte del dipartimento di Suchitepéquez.